# Composición de la Torá

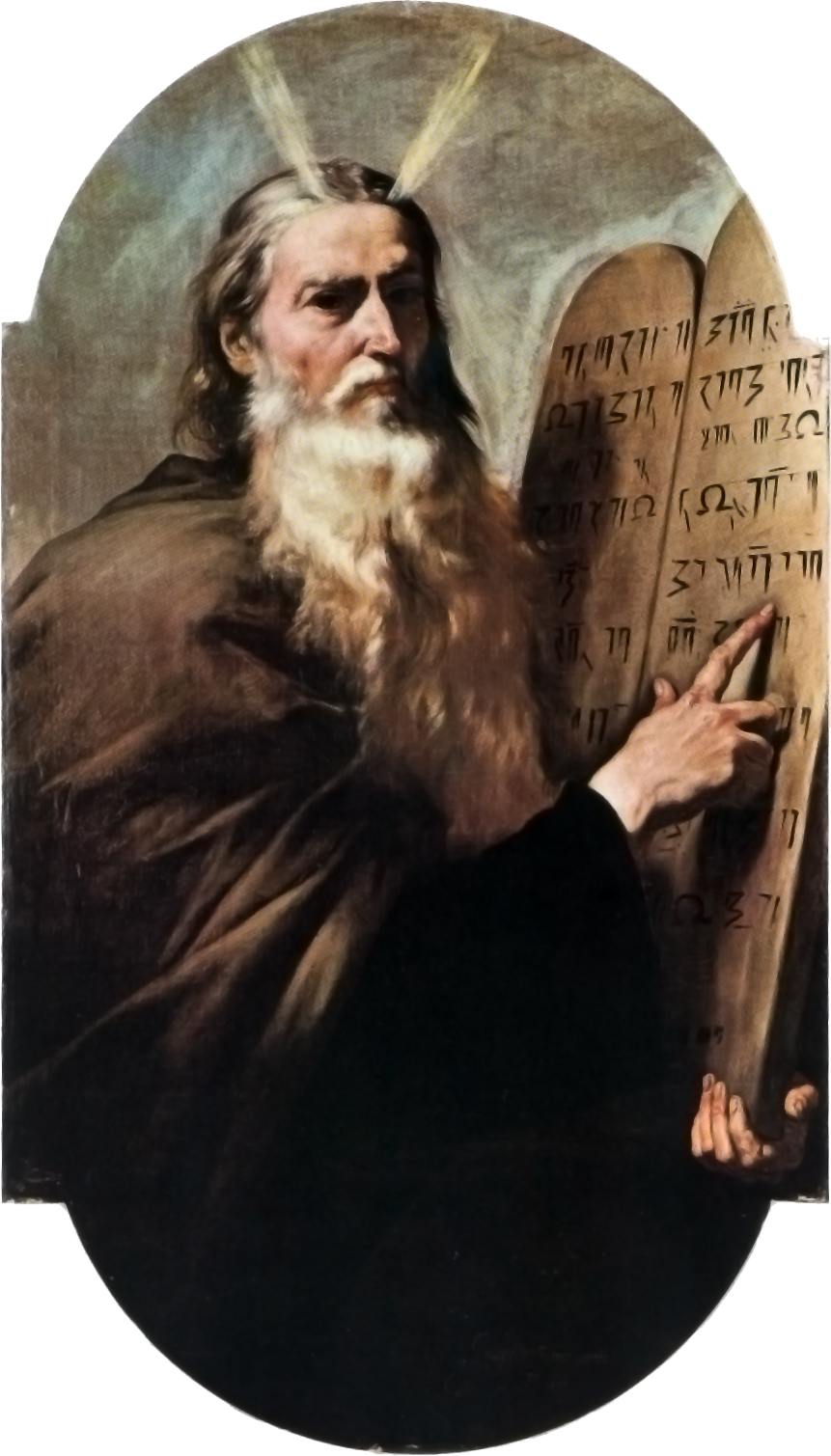
Moisés, por José de Ribera (1638).

La composición de la Torá (o Pentateuco, los cinco primeros libros de la Biblia: Génesis, Éxodo, Levítico, Números y Deuteronomio) fue un proceso que involucró a múltiples autores durante un período prolongado de tiempo. Si bien la tradición judía sostiene que los cinco libros fueron escritos originalmente por Moisés en algún momento del II milenio a. C., para el siglo XVII los principales estudiosos ya habían rechazado la autoría mosaica.
El proceso preciso por el cual se compuso la Torá, el número de autores involucrados y la fecha de cada autor siguen siendo muy controvertidos entre los académicos. Algunos estudiosos propugnan una hipótesis fragmentaria, en la cual el Pentateuco es visto como una compilación de narraciones cortas e independientes, que gradualmente se unieron en unidades mayores en dos fases editoriales: las fases Deuteronómica (D) y Sacerdotal (S). Por el contrario, estudiosos como John Van Seters abogan por una hipótesis suplementaria, que postula que la Torá es el resultado de dos adiciones principales, Yahvista (J) y Sacerdotal, a un corpus de trabajo ya existente. Otros eruditos, como Richard Elliott Friedman o Joel S. Baden, apoyan una versión revisada de la hipótesis documentaria, sosteniendo que la Torá se compuso utilizando cuatro fuentes diferentes: Yahvista, Elohista, Sacerdotal y Deuteronómica, que se combinaron en una en el periodo persa.
Los estudiosos usan con frecuencia estas nuevas hipótesis en combinación entre sí, lo que dificulta la clasificación de las teorías contemporáneas como estrictamente una u otra. La tendencia general en los estudios recientes es reconocer la forma final de la Torá como una unidad literaria e ideológica, basada en fuentes anteriores, completada probablemente durante el período persa (539–332 a. C.).

## Fecha de composición
La crítica de la fuente clásica busca determinar la fecha de un texto estableciendo un límite superior (terminus ante quem) y un límite inferior (terminus post quem) sobre la base de la certificación externa de la existencia del texto, así como las características internas del texto en sí mismo. Sobre la base de una variedad de argumentos, los eruditos modernos generalmente analizan la Torá completada como un producto de la época del Imperio aqueménida persa (probablemente 450–350 a. C.), aunque algunos ubican su composición durante el período helenístico (332–164 a. C.).

### Evidencia externa
La ausencia de evidencia arqueológica directa para la narrativa del Éxodo, y la evidencia que apunta a anacronismos en las narrativas patriarcales de Abraham, Isaac y Jacob, han llevado a la gran mayoría de los eruditos a considerar la historicidad de estas narrativas como inverificable. Esto genera dudas sobre si la Torá pudo haber sido escrita por Moisés durante el II milenio a. C., como lo enseña la tradición judía.

#### Manuscritos y referencias no bíblicas
La evidencia arqueológica concreta que se refiere a la datación de la Torá se encuentra en fragmentos de manuscritos tempranos, como los que se encuentran entre los rollos del Mar Muerto. Los primeros fragmentos manuscritos existentes del Pentateuco datan de finales del siglo III o principios del siglo II a. C. Además, las primeras fuentes no bíblicas, como la carta de Aristeas, indican que la Torá se tradujo por primera vez al griego en Alejandría bajo el reinado de Ptolomeo II Filadelfo (285–247 a. C.). Estas líneas de evidencia indican que la Torá debe haber sido compuesta en su forma final a más tardar c. 250 a. C., antes de su traducción al griego.
Hay una referencia externa a la Torá que, dependiendo de su atribución, puede llevar el terminus ante quem para la composición de la Torá a c. 315 a. C. En el Libro 40 de la Bibliotheca de Diodoro Sículo, una enciclopedia antigua compilada de una variedad de citas de documentos más antiguos, hay un pasaje que se refiere a una ley judía escrita transmitida por Moisés. Los eruditos han atribuido tradicionalmente el pasaje al historiador griego de finales del siglo IV a. C., Hecateo de Abdera, lo que (de ser correcto) implicaría que la Torá debe haber sido compuesta de alguna forma antes del 315 a. C. Sin embargo, la atribución de este pasaje a Hecateo ha sido cuestionada recientemente. Russell Gmirkin ha sostenido que el pasaje es, de hecho, una cita de Teófanes de Mitilene, un biógrafo romano del siglo I a. C. citado anteriormente en el Libro 40, que a su vez usó a Hecateo junto con otras fuentes. Sin embargo, Lester Grabbe considera que los argumentos de Gmirkin son poco convincentes.

#### Papiros de Elefantina

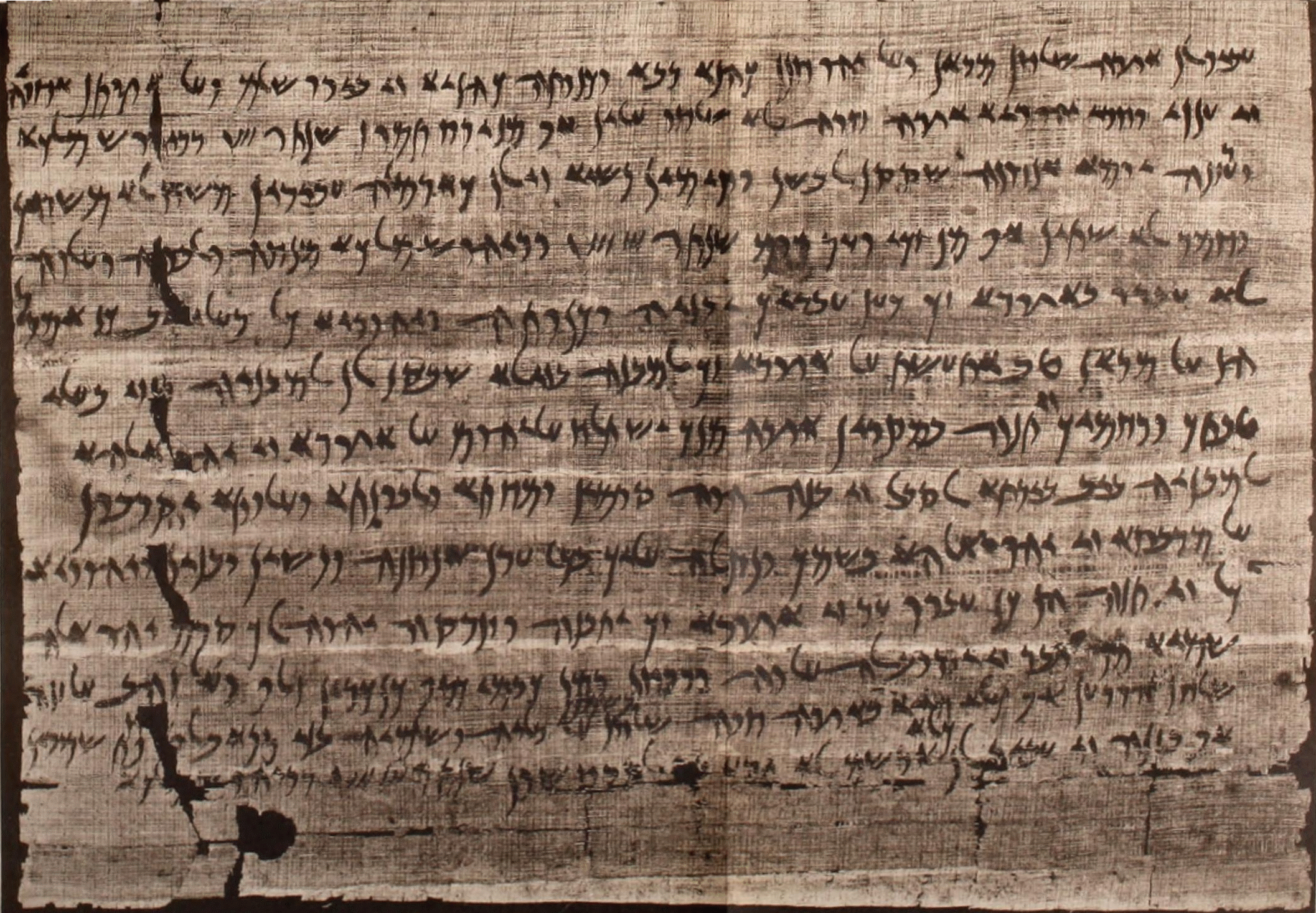
Una carta de los papiros de Elefantina, solicitando la reconstrucción de un templo judío en la ciudad.

Algunas pruebas arqueológicas han sido interpretadas como sugiriendo una datación persa tardía o helenística temprana del Pentateuco. Los papiros de Elefantina muestran una clara evidencia de la existencia en c. 400 a. C. de una secta politeísta de judíos, que parecen no haber tenido conocimiento de una Torá escrita o de las narraciones descritas en ella. Los papiros también documentan la existencia de un pequeño templo judío en Elefantina, que poseía altares para ofrendas de incienso y sacrificios de animales, ya en el año 411 a. C. Tal templo estaría en clara violación de la ley deuteronómica, que estipula que no se puede construir un templo judío fuera de Jerusalén. Además, los papiros muestran que los judíos de Elefantina enviaron cartas al sumo sacerdote en Jerusalén pidiéndole su apoyo para reconstruir su templo, lo que parece sugerir que los sacerdotes del Templo de Jerusalén no estaban aplicando la ley deuteronómica en ese momento.
Una minoría de eruditos como Niels Peter Lemche, Philippe Wajdenbaum, Russell Gmirkin y Thomas L. Thompson han argumentado que los papiros de Elefantina demuestran que el monoteísmo y la Torá no pudieron haberse establecido en la cultura judía antes del 400 a. C., y que la Torá probablemente fue escrita en el período helenístico, entre los siglos III o IV a. C. Por el contrario, la mayoría de eruditos explican estos datos al teorizar que los judíos elefantinos representaban un remanente aislado de las prácticas religiosas judías de siglos anteriores, o que la Torá había sido promulgada recientemente en ese momento.

#### Rollos de Ketef Hinnom

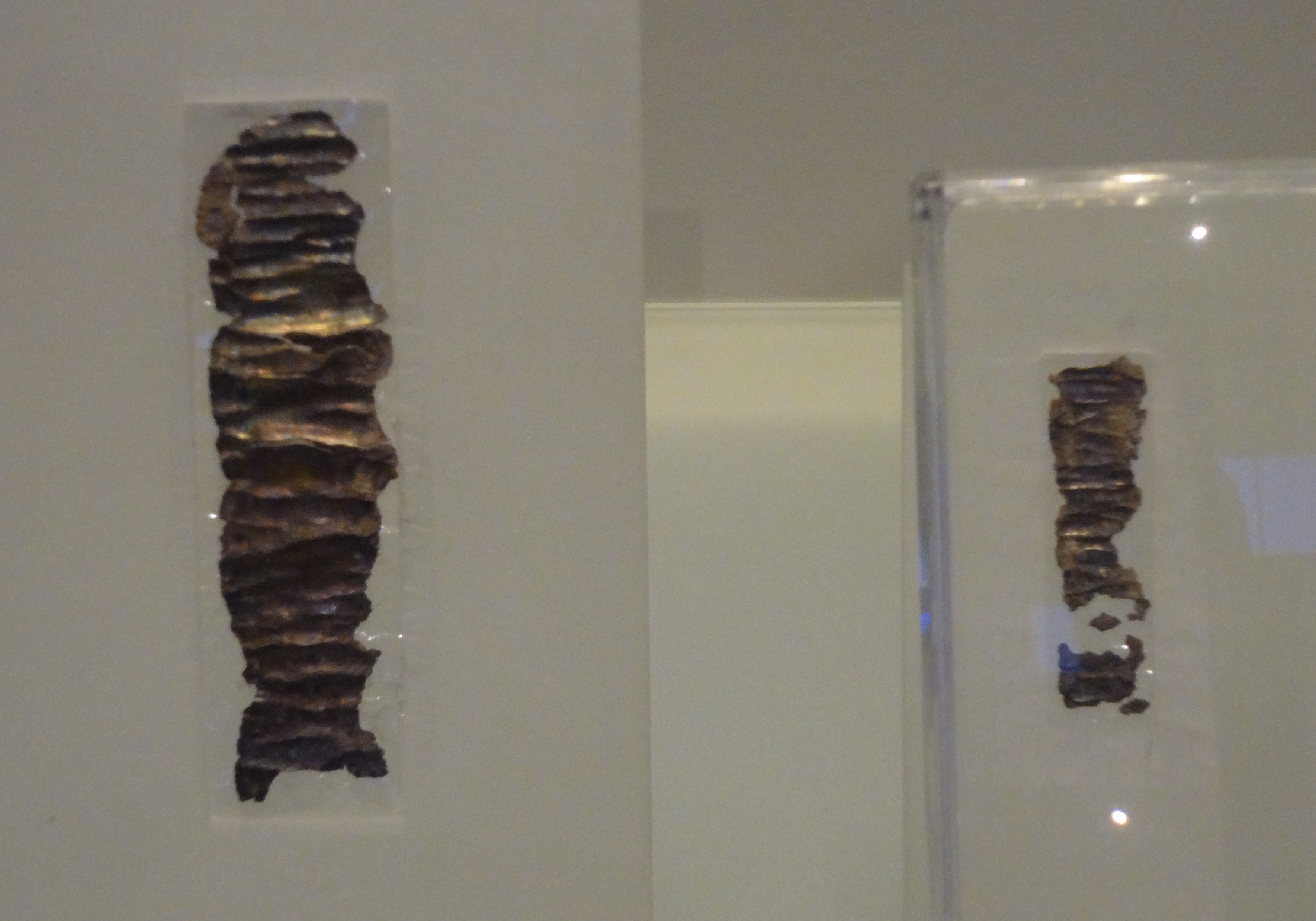
Los dos rollos de Ketef Hinnom

Por otro lado, otro hallazgo arqueológico podría interpretarse como evidencia de una fecha temprana para parte del Pentateuco. En 1979, se descubrieron dos rollos de plata en Ketef Hinnom, un sitio arqueológico al suroeste de la Ciudad Vieja de Jerusalén, que contenían una variante de la Bendición Sacerdotal (que se encuentra en Números 6:24-26). Los rollos databan paleográficamente de fines del siglo VII o principios del siglo VI a. C., colocándolos en el período del Primer Templo. Sin embargo, estos rollos no pueden aceptarse como prueba de que el Pentateuco en su conjunto debió haber sido compuesto antes del siglo VI a. C., pues es ampliamente aceptado que la Torá se basa en fuentes orales y escritas anteriores, y no hay referencia a una Torá escrita en los propios rollos.

### Datación lingüística
Algunos eruditos, como Avi Hurvitz, han intentado fechar los diversos estratos del Pentateuco sobre la base de la forma del idioma hebreo que se utiliza. En general, se acepta que el hebreo clásico y el hebreo bíblico tardío tenían rasgos distintivos e identificables y que el hebreo clásico era anterior. El hebreo clásico generalmente data del período anterior al cautiverio babilónico (597–539 a. C.), mientras que el hebreo bíblico tardío generalmente data del período del Exilio y post-Exilio. Sin embargo, es difícil determinar con precisión cuándo dejó de usarse el hebreo clásico, ya que no existen inscripciones hebreas suficientes de extensión sustancial que datan del período relevante (c. 550–200 a. C.). Los académicos tampoco están de acuerdo sobre la variedad de hebreo a la que se deben asignar los distintos estratos. Por ejemplo, Hurvitz clasifica el material sacerdotal como perteneciente al hebreo clásico, mientras que Joseph Blenkinsopp y la mayoría de los otros estudiosos no están de acuerdo.
Otra dificultad metodológica con la datación lingüística es que se sabe que los autores bíblicos a menudo usaron intencionalmente los arcaísmos para efectos estilísticos, a veces mezclándolos con palabras y construcciones de períodos posteriores. Esto significa que la presencia de lenguaje arcaico en un texto no puede considerarse una prueba definitiva de que el texto data de un período anterior. Ian Young y Martin Ehrensvärd sostienen que algunos textos que ciertamente fueron escritos durante el período posterior al Exilio, como el libro de Hageo, carecen de características distintivas del hebreo bíblico tardío. Por el contrario, el libro de Ezequiel, escrito durante el Exilio en Babilonia, contiene muchas características del hebreo bíblico tardío. Resumiendo estos problemas, Young ha argumentado que «ninguno de los criterios lingüísticos utilizados para fechar textos [bíblicos], ya sea temprano o tardío, es lo suficientemente fuerte como para obligar a los académicos a reconsiderar un argumento hecho sobre bases no lingüísticas». Sin embargo, esta tesis ha sido rechazada por los académicos Ronald Hendel y Jan Joosten, quienes critican que Young y Ehrensvärd emplean exclusivamente el texto masorético de la Biblia hebrea para llevar a cabo su análisis lingüístico de los textos bíblicos, aparte de acometer otra serie de errores en los campos de la crítica textual y la lingüística histórica.
Por su parte, Ronald Hendel y Jan Joosten afirman que el hebreo contenido en la saga de libros que va del Génesis a 2 Reyes se corresponde al hebreo clásico del período pre-exílico, lo que se encuentra avalado por la correspondencia lingüística con las inscripciones hebreas de dicho período (principalmente en los siglos VIII y VII a. C.), de modo que ellos datan, por consecuente, la composición de las principales fuentes de la Torá durante el período de la hegemonía neo-asiria. En el mismo sentido, Gary A. Rendsburg argumenta que, si gran parte de la Torá hubiera sido escrita en los períodos persa o helenístico, debería esperarse una mayor influencia de la lengua aramea en los cinco libros. El hebraísta Aaron D. Hornkohl sostiene que el idioma hebreo en que está escrito el Pentateuco es más antiguo que el de otros libros bíblicos pre-exílicos (como los libros proféticos pre-exílicos) y que contiene elementos datados en la época pre-monárquica del antiguo Israel.

### Datación historiográfica

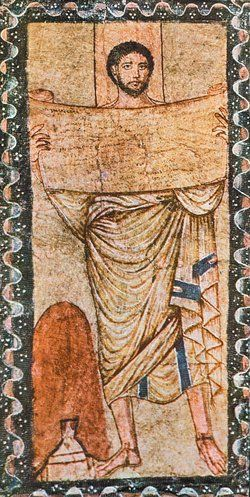
Ezra leyendo la Ley (Dura-Europos, mediados del).

Muchos estudiosos asignan fechas a las fuentes del Pentateuco al comparar la teología y las prioridades de cada autor con una reconstrucción teórica de la historia de la religión israelita. Este método a menudo implica aceptar provisionalmente alguna narrativa en la Biblia Hebrea como testimonio de un evento histórico real, y ubicar la composición de una fuente en relación con ese evento.
Por ejemplo, la fuente deuteronómica (D) está ampliamente asociada con las reformas religiosas centralmente monoteístas y centralizadas del rey Josías a fines del siglo VII a. C., como se describe en 2 Reyes. Siguiendo a Julius Wellhausen, muchos eruditos han identificado el «Libro de la Ley» descubierto por el sumo sacerdote Hilcías en 2 Reyes 22-23 con el Libro de Deuteronomio, o una versión anterior del mismo, y postulan que fue en realidad escrito por Hilcías en esa época. Autores como John Van Seters, por lo tanto, datan D a fines del siglo VII a. C. De manera similar, muchos eruditos asocian la fuente sacerdotal (P) con el Libro de la Ley traído a Israel por Ezra a su regreso del exilio en Babilonia en 458 a. C., como se describe en Nehemías 8-10. P, por lo tanto, data del siglo V a. C., durante el período persa.
Sin embargo, este método ha sido criticado por algunos estudiosos, especialmente aquellos asociados con la escuela minimalista de crítica bíblica. Estos críticos enfatizan que la historicidad de las narraciones de Josías y Ezra no puede establecerse independientemente fuera de la Biblia hebrea, y que la evidencia arqueológica generalmente no respalda la ocurrencia de una reforma religiosa centralizadora radical en el siglo VII a. C., como se describe en 2 Reyes. Llegan a la conclusión de que fechar las fuentes del Pentateuco sobre la base de eventos históricamente dudosos o inciertos es inherentemente especulativo y desaconsejable.

### Argumentos a favor de un origen persa
En su libro In Search of 'Ancient Israel': A Study in Biblical Origins, Philip Davies argumentó que la Torá probablemente se promulgó en su forma final durante el período persa, cuando el pueblo de Judea estaba gobernado por la provincia aqueménida de Yehud Medinata. Davies señala que el Imperio persa tenía una política general de establecer códigos de leyes nacionales y crear conscientemente una identidad étnica entre sus pueblos conquistados para legitimar su gobierno, y concluye que este es el contexto histórico más probable en que la Torá pudo haber sido publicada. Franz Greifenhagen está de acuerdo con esta opinión, y señala que los estudios más recientes respaldan una fecha persa para la redacción final del Pentateuco. Dado que los papiros de Elefantina parecen mostrar que la Torá aún no estaba completamente arraigada en la cultura judía en el año 400 a. C., Greifenhagen propone que la datación durante el período persa tardío (450-350 a. C.) es muy probable.
Louis C. Jonker argumenta una conexión entre la inscripción DNb de Darío I y el Pentateuco, particularmente el Código de Santidad (Levítico 17-26).

### Posibilidad de un origen helenístico
La idea de que la Torá pudo haber sido escrita durante el período helenístico, después de las conquistas de Alejandro Magno, se propuso por primera vez en 1993, cuando el erudito bíblico Niels Peter Lemche publicó su artículo The Old Testament – A Hellenistic Book? Desde entonces, un número creciente de académicos, especialmente aquellos asociados con la Escuela de Copenhague, han presentado varios argumentos para un origen helenístico del Pentateuco.
En 2006, el erudito independiente Russell Gmirkin publicó un libro titulado Berossus and Genesis, Manetho and Exodus, en el que argumentó que el Pentateuco se basó en las historias en griego de Beroso (278 a. C.) y Manetón (285–280 a. C.) y por lo tanto debe haber sido compuesto posteriormente a ambos. Gmirkin argumentó además que la Torá probablemente fue escrita en la Biblioteca de Alejandría en 273–272 a. C., por el mismo grupo de eruditos judíos que tradujeron la Torá al griego aproximadamente al mismo tiempo. Si bien Gmirkin acepta la estratificación convencional del Pentateuco en fuentes como J, D y P, cree que se entiende mejor que reflejan los diferentes estratos sociales y creencias de los autores alejandrinos, en lugar de ser escritores independientes separados por largos períodos de tiempo.
En 2016, Gmirkin publicó un segundo libro, Plato and the Creation of the Hebrew Bible, en el que argumentó que el código de ley que se encuentra en la Torá estaba fuertemente influenciado por las leyes griegas, y especialmente el código de ley teórico adoptado por Platón en su supuesto diálogo Leyes. Además, argumentó que las Leyes proporcionaron a los autores bíblicos un plan básico sobre cómo transformar la sociedad judía: creando un canon autorizado de leyes y literatura asociada, basándose en tradiciones anteriores y presentándolas como inspiradas divinamente y muy antiguas. Philippe Wajdenbaum ha abogado recientemente por una conclusión similar.

#### Crítica de las teorías de origen helenístico
John Van Seters criticó el trabajo de Gmirkin en 2007, en una reseña de Berossus and Genesis, Manetho and Exodus, argumentando que la relación teórica entre Beroso y Génesis constituye una falacia del hombre de paja, atacando la hipótesis documental sin abordar seriamente las teorías más recientes de los orígenes del Pentateuco. También alega que Gmirkin apunta selectivamente a paralelismos entre Génesis–Beroso y Éxodo–Manetón, mientras ignora las diferencias importantes entre sus narrativas. Finalmente, Van Seters señala que Gmirkin no considera seriamente las numerosas alusiones a las narraciones de Génesis y Éxodo en el resto de la Biblia Hebrea, incluso en textos que generalmente datan mucho antes de su fecha propuesta del Pentateuco. Gmirkin, por el contrario, sostiene que aquellas partes de la Biblia Hebrea que aluden al Génesis y al Éxodo deben fecharse más tarde de lo que comúnmente se supone.

## Naturaleza y extensión de las fuentes
Prácticamente todos los estudiosos están de acuerdo en que la Torá está compuesta de material de múltiples autores o fuentes diferentes. Las tres más comúnmente reconocidas son las fuentes Sacerdotal (P), Deuteronómica (D) y Yahvista (J).

### Sacerdotal

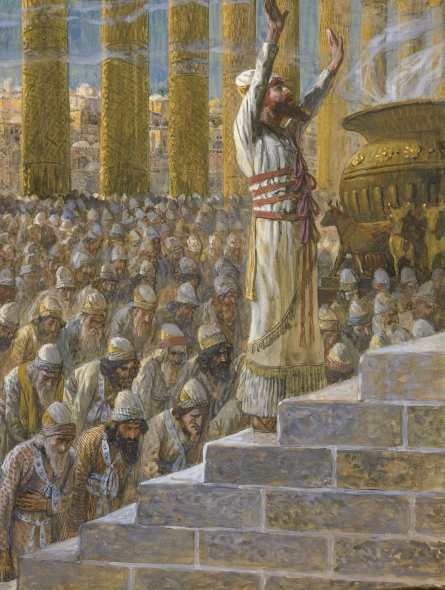
Salomón dedica el Templo en Jerusalén, de James Tissot (c. 1896–1902).

La fuente sacerdotal es quizás la categoría de fuente más ampliamente aceptada en los estudios del Pentateuco, porque es tanto estilística como teológicamente distinta de otro material de la Torá. Incluye un conjunto de afirmaciones que se contradicen con los pasajes no sacerdotales y, por lo tanto, son características únicas: ningún sacrificio antes de que YHWH (Dios) ordene la institución en el Sinaí, el estado exaltado de Aarón y el sacerdocio, y el uso del título divino El Shaddai antes de que Dios revele su nombre a Moisés, por nombrar algunos. En general, el trabajo sacerdotal se ocupa de los asuntos sacerdotales: la ley ritual, los orígenes de los santuarios y rituales y las genealogías, todo expresado en un estilo formal y repetitivo. Enfatiza las reglas y los rituales de adoración, y el papel crucial de los sacerdotes, expandiéndose considerablemente en el papel dado a Aarón (todos los levitas son sacerdotes, pero de acuerdo con P solo a los descendientes de Aarón se les permitía oficiar en el santuario interior).
Dios en P es majestuoso y trascendente, y todas las cosas suceden debido a su poder y voluntad. Se revela en etapas, primero como Elohim (una palabra hebrea que significa simplemente «dios», tomada de la palabra cananea anterior que significa «los dioses»), luego a Abraham como El Shaddai (generalmente traducido como «Dios Todopoderoso»), y finalmente a Moisés por su nombre único, YHWH. P divide la historia en cuatro épocas desde la creación hasta Moisés por medio de convenios entre Dios y Noé, Abraham y Moisés. Los israelitas son el pueblo escogido por Dios, su relación con ellos se rige por los pactos, y al Dios de P le preocupa que Israel debe preservar su identidad evitando los matrimonios mixtos con personas que no son israelitas. P está profundamente preocupado por la «santidad», lo que significa la pureza ritual del pueblo y la tierra: Israel debe ser «un reino de sacerdotes y una nación santa» (Éxodo 19:6), y las elaboradas reglas y rituales de P se dirigen a crear y preservar la santidad.
La fuente sacerdotal es responsable de todo el libro de Levítico, de la primera de las dos historias de la creación en Génesis (Génesis 1), de la genealogía de Adán, parte de la historia del Diluvio, la Tabla de Naciones y la genealogía de Sem (es decir, la ascendencia de Abraham). La mayor parte del resto del Génesis es yahvista (J), pero P proporciona el pacto con Abraham (Génesis 1) y algunas otras historias sobre Abraham, Isaac y Jacob. El libro del Éxodo también se divide entre J y P, en el entendimiento habitual de que los escritores sacerdotales estaban agregando material a una narración yahvista ya existente. P fue responsable de Éxodo 25-31 y Éxodo 35-40, las instrucciones para hacer el Tabernáculo y la historia de su fabricación.
Mientras que la hipótesis documental clásica postulaba que el material sacerdotal constituía un documento independiente que fue compilado en el Pentateuco por un redactor posterior, la mayoría de los eruditos contemporáneos ahora ven a P como una capa de redacción o comentario sobre las fuentes yahvista y deuteronómica. A diferencia de J y D, el material sacerdotal no parece equivaler a una narración independiente cuando se considera por sí solo.

#### Fecha de la fuente sacerdotal
Si bien la mayoría de los académicos consideran que P es uno de los últimos estratos del Pentateuco, después de la datación de J y D, desde la década de 1970, varios eruditos judíos han cuestionado esta suposición, argumentando una datación temprana del material sacerdotal. Avi Hurvitz, por ejemplo, ha argumentado con fuerza sobre bases lingüísticas que P representa una forma anterior del idioma hebreo que la que se encuentra tanto en Ezequiel como en Deuteronomio, y por lo tanto, es anterior a ambos. Estos estudiosos a menudo afirman que la datación tardía de P se debe en gran parte a un sesgo protestante en los estudios bíblicos que supone que el material «sacerdotal» y «ritualista» debe representar una degeneración tardía de una fe anterior, «más pura». Sin embargo, estos argumentos no han convencido a la mayoría de estudiosos.

### Deuteronómica

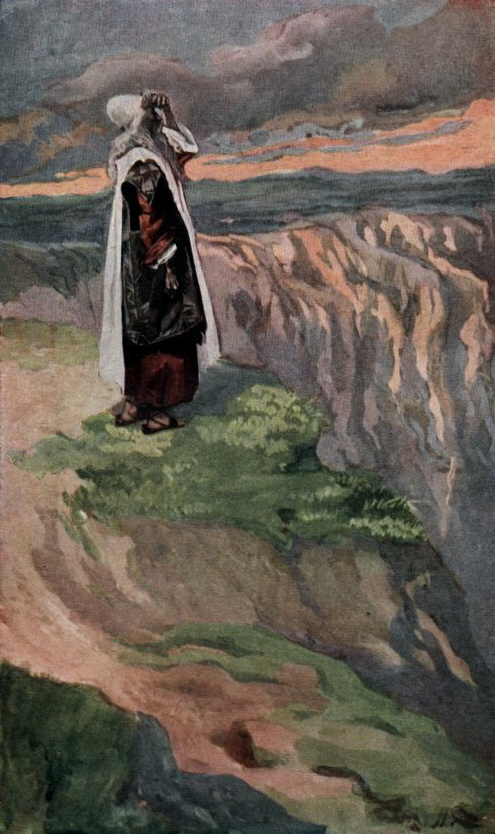
Moisés observa la Tierra Prometida, de James Tissot (c. 1902).

La fuente deuteronómica es responsable de los capítulos centrales del libro de Deuteronomio (Deuteronomio 12-26), que contiene el Código Deuterónomico, y su composición generalmente se data entre los siglos VII y V a. C. Más específicamente, la mayoría de los estudiosos creen que D fue compuesta durante el período monárquico tardío, alrededor de la época del rey Josías, aunque algunos estudiosos han abogado por otras fechas, ya sea en tiempos de Manasés (687–643 a. C.) o durante los períodos exílico y postexílico (597–332 a. C.).
D concibe un pacto entre los israelitas y su dios YHWH, quien ha escogido («elegido») a los israelitas como su pueblo, y requiere que Israel viva de acuerdo con su ley. Israel debe ser una teocracia con YHWH como su soberano divino. La ley debe ser suprema sobre todas las demás fuentes de autoridad, incluidos los reyes y los funcionarios reales, y los profetas son los guardianes de la ley: la profecía es instrucción en la ley dada a través de Moisés, la ley dada a través de Moisés es el revelación completa y suficiente de la Voluntad de Dios, y no se necesita nada más.
Es importante destacar que, a diferencia de la fuente yahvista, D insiste en la centralización de la adoración «en el lugar que YHWH tu Dios escogiere»; si bien nunca dice dónde estará este lugar, Reyes deja en claro que es Jerusalén.

### Yahvista
John Van Seters caracteriza al escritor yahvista como un «historiador de los orígenes israelitas», escribiendo durante el exilio en Babilonia (597–539 a. C.). La narración yahvista comienza con la segunda historia de creación en Génesis 2:4. Esto es seguido por la historia del Jardín del Edén, Caín y Abel, los descendientes de Caín (pero los descendientes de Adán son de P), una historia del Diluvio (estrechamente entrelazada con una cuenta paralela de P), los descendientes de Noé y la Torre de Babel. Estos capítulos conforman la denominada historia primitiva, la historia de la humanidad anterior a Abraham, y J y P proporcionan cantidades aproximadamente iguales de material. J proporciona la mayor parte del resto del Génesis, incluidas las narraciones patriarcales sobre Abraham, Isaac, Jacob y José.
El libro del Éxodo pertenece en gran parte a J, aunque también contiene importantes interpolaciones sacerdotales. El libro de Números también contiene una cantidad sustancial de material yahvista, comenzando con Números 10-14. Incluye, entre otros historias, la partida desde el Sinaí, la historia de los espías que temen a los gigantes en Canaán y la negativa de los israelitas a entrar en la Tierra Prometida, lo que provoca la ira de YHWH, que los condena a vagar por el desierto durante los próximos cuarenta años.

#### Críticas a J como categoría
J es quizás la fuente más controvertida en los estudios contemporáneos del Pentateuco, con varios estudiosos, especialmente europeos, que niegan su existencia por completo. Un número creciente de eruditos ha concluido que Génesis, un libro tradicionalmente asignado principalmente a J, fue originalmente compuesto por separado de Éxodo y Números, y se unió a estos libros más tarde por un redactor sacerdotal. Sin embargo, la existencia e integridad del material yahvista todavía tiene muchos defensores; especialmente John Van Seters.

## Estudio de la composición de la Torá

### Primeras hipótesis

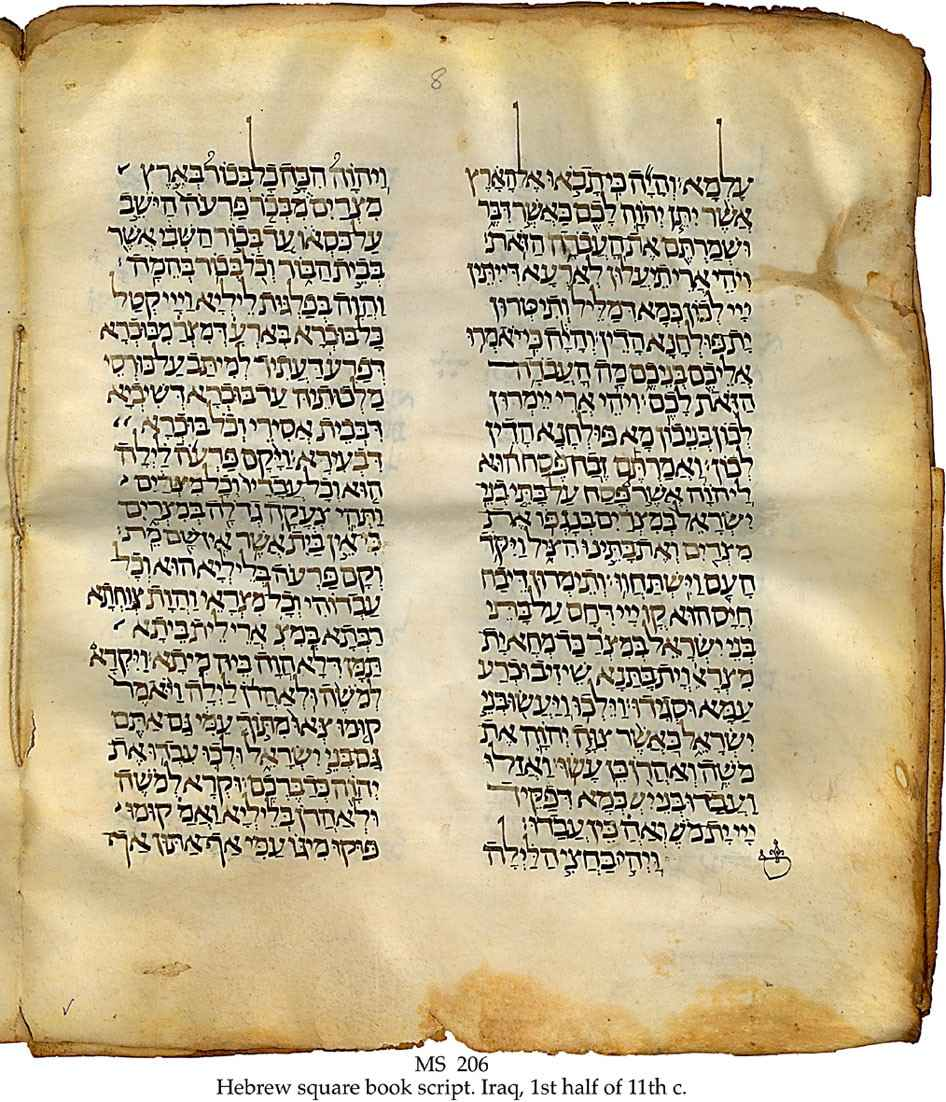
Manuscrito del de la Biblia Hebrea.

A mediados del siglo XVIII, algunos académicos comenzaron un estudio crítico de dobletes (relatos paralelos de los mismos incidentes), inconsistencias y cambios en el estilo y el vocabulario en la Torá. En 1780, Johann Eichhorn, basándose en el trabajo del médico y exégeta francés Jean Astruc Conjeturas y otros, formuló la «hipótesis documental más antigua»: la idea de que Génesis se compuso combinando dos fuentes identificables: la Jehovista (J; también llamada Yahvista) y Elohísta (E). Estas fuentes se encontraron posteriormente en los primeros cuatro libros de la Torá, identificando una fuente adicional Deuteronómica que se encuentra solo en Deuteronomio (D). Más tarde, la fuente Elohísta se dividió en Elohísta y Sacerdotal (P), aumentando el número a cuatro.
Estos enfoques documentarios competían con otros dos modelos, el fragmentario y el suplementario. La hipótesis fragmentaria argumentaba que detrás de la Torá había fragmentos de diferentes longitudes, en lugar de documentos continuos; este enfoque explicaba la diversidad de la Torá pero no podía explicar su consistencia estructural, particularmente en relación con la cronología. La hipótesis suplementaria era más capaz de explicar esta unidad: mantenía que la Torá estaba compuesta por un documento nuclear central, la fuente Elohísta, complementado por fragmentos tomados de muchas fuentes. El enfoque suplementario fue dominante a principios de la década de 1860, pero fue cuestionado por un importante libro publicado por Hermann Hupfelden en 1853, quien argumentó que el Pentateuco estaba compuesto por cuatro fuentes documentales, la Sacerdotal, la Yahvista y la Elohísta (entrelazadas en Génesis-Éxodo-Levítico-Números) y la fuente independiente de Deuteronomio. Alrededor del mismo período, Karl Heinrich Graf argumentó que los documentos Yahvista y Elohísta fueron las primeras fuentes y el sacerdotal, la última; mientras que Wilhelm Vatke vinculó las cuatro a un marco evolutivo, las fuentes Yahvista y Elohísta a una época de naturaleza primitiva y cultos de fertilidad, la Deuteronómica a la religión ética de los profetas hebreos, y la Sacerdotal a una forma de religión dominada por el ritual, el sacrificio y la ley.

### Wellhausen y la nueva hipótesis documentaria

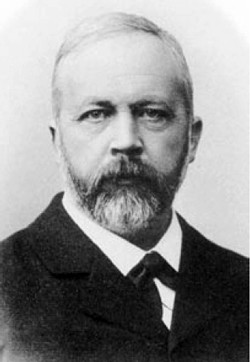
Julius Wellhausen.

En 1878, Julius Wellhausen publicó Geschichte Israels, Bd 1 (Historia de Israel, Vol. 1); su segunda edición se imprimió en 1883 como Prolegomena zur Geschichte Israels (Prolegómenos a la historia de Israel), y la obra se conoce mejor con ese nombre. (El segundo volumen, una historia sintética titulada Israelitische und jüdische Geschichte [Historia israelita y judía] no apareció hasta 1894 y no ha sido traducida). Fundamentalmente, este retrato histórico se basó en dos trabajos anteriores a su análisis técnico: Die Composition des Hexateuchs (La composición del Hexateuco) de 1876/77 y las secciones de los «Libros históricos» (Jueces–Reyes) de la edición de 1878 del libro de Friedrich Bleek Einleitung in das Alte Testament (Introducción al Antiguo Testamento).
- J: Yahvista (siglos X–IX a. C.)[101][102]
- E: Elohísta (siglo IX a. C.)[101]
- Dtr1: Historiador deuteronomista temprano (siglo VII a. C.)
- Dtr2: Historiador deuteronomista tardío (siglo VI a. C.)
- P*: Sacerdotal (siglo VI–V a. C.)[68][102]

Diagrama de la hipótesis documental del siglo XX.
J: Yahvista (siglos X–IX a. C.)
E: Elohísta (siglo IX a. C.)
Dtr1: Historiador deuteronomista temprano (siglo VII a. C.)
Dtr2: Historiador deuteronomista tardío (siglo VI a. C.)
P*: Sacerdotal (siglo VI–V a. C.)
D†: Deuteronomista
R: Redactor
DH: Historia deuteronomística (libros de Josué, Jueces, Samuel y Reyes)

La hipótesis documentaria de Wellhausen le debía poco al propio Wellhausen, sino que se basaba fundamentalmente en los trabajos de Hupfeld, Eduard Eugène Reuss, Graf y otros, quienes a su vez se habían basado en estudios anteriores. Aceptó las cuatro fuentes de Hupfeld y, de acuerdo con Graf, colocó la fuente sacerdotal al final. J fue el primer documento, un producto del siglo X a. C. de la corte de Salomón; E fue del siglo IX a. C., producido en el Reino norteño de Israel, y había sido combinado por un redactor (editor) con J para formar un documento JE; D, la tercera fuente, fue un producto del siglo VII a. C. (en 620 a. C.), durante el reinado del rey Josías; P (la que Wellhausen llamó por primera vez «Q») fue un producto del mundo dominado por sacerdotes y templos del siglo VI a. C.; y la redacción final, cuando P se combinó con JED para producir la Torá tal como la conocemos ahora.
La explicación de Wellhausen de la formación de la Torá fue también una explicación de la historia religiosa de Israel. Las fuentes Yahvista y Elohísta describían un mundo primitivo, espontáneo y personal, de acuerdo con la etapa más temprana de la historia de Israel; la fuente Deuteronómica, vio la influencia de los profetas y el desarrollo de una perspectiva ética (que Wellhausen consideró que representaba el pináculo de la religión judía); y la fuente Sacerdotal reflejaba el mundo rígido y ritualista del período post-exilio dominado por los sacerdotes. Su trabajo, notable por su investigación detallada y amplia y su argumento cercano, afianzó la «nueva hipótesis documental» como la explicación dominante de los orígenes del Pentateuco entre finales del siglo XIX y finales del siglo XX.

### Colapso del consenso documentario
El consenso en torno a la hipótesis documentaria se derrumbó en las últimas décadas del siglo XX. Tres publicaciones importantes de la década de 1970 hicieron que los estudiosos cuestionaran seriamente los supuestos de la hipótesis documental: Abraham in History and Tradition (Abraham en la Historia y Tradición) de John Van Seters, Der sogenannte Jahwist (El así llamado Yahvista) de Hans Heinrich Schmid y Das überlieferungsgeschichtliche Problem des Pentateuch (El problema histórico-tradicional del Pentateuco) de Rolf Rendtorff. Estos tres autores compartieron muchas de las mismas críticas a la hipótesis documentaria, pero no estuvieron de acuerdo sobre qué paradigma debería reemplazarlo.
Van Seters y Schmid argumentaron enérgicamente, para satisfacción de la mayoría de los estudiosos, que la fuente Yahvista no podía fecharse en el período salomónico (c. 950 a. C.) como lo plantea la hipótesis documentaria. En cambio, fecharon J en el período del cautiverio babilónico (597–539 a. C.) o en el período monárquico tardío como muy pronto. Van Seters también criticó duramente la idea de una fuente Elohísta sustancial, argumentando que E se extiende como máximo a dos pasajes cortos en Génesis. Esta opinión ha sido aceptada por la gran mayoría de los estudiosos.
Algunos eruditos, siguiendo a Rendtorff, han llegado a adoptar una hipótesis fragmentaria, en la cual el Pentateuco es analizado como una compilación de narraciones cortas e independientes, que gradualmente se unieron en unidades más grandes en dos fases editoriales: las fases Deuteronómica y Sacerdotal. Por el contrario, académicos como John Van Seters abogan por una hipótesis complementaria, que postula que la Torá es el resultado de dos adiciones principales, Yahvista y Sacerdotal, a un corpus de trabajo ya existente.
Los académicos utilizan con frecuencia estas hipótesis recientes en combinación entre sí y con un modelo documentario, lo que dificulta la clasificación de las teorías contemporáneas como estrictamente una u otra. La mayoría de los eruditos actuales continúan reconociendo a la tradición Deuteronómica como una fuente, con su origen en el código legal producido en la corte de Josías (como lo describe De Wette), posteriormente se le dio un marco durante el exilio (los discursos y descripciones en el anverso y reverso del código) para identificarlo como las palabras de Moisés. La mayoría de los estudiosos también están de acuerdo en que existía alguna forma de fuente sacerdotal, aunque su alcance, especialmente su punto final, es incierto. El resto es denominado colectivamente no sacerdotal, una agrupación que incluye material pre-sacerdotal y post-sacerdotal.
La tendencia general en los estudios recientes es reconocer la forma final de la Torá como una unidad literaria e ideológica, basada en fuentes anteriores, probablemente completadas durante el período persa (539–333 a. C.). Algunos estudiosos datan su compilación final algo más tarde, sin embargo, durante el período helenístico (333–164 a. C.).

## Modelos contemporáneos
La tabla se basa en «The Pentateuch» de Walter Houston, con las expansiones indicadas. Tener en cuenta que las tres hipótesis no son mutuamente excluyentes.
| Hipótesis     | Método de composición                                                                                                  | Agente (redactor/compilador/autor)                                                       | Modo de análisis        | Fortalezas y debilidades |
| ------------- | --- | ---------------------------------------------------------------------------------------- | ----------------------- | --- |
| Documentaria  | Una pequeña cantidad de documentos continuos (tradicionalmente cuatro) combinados para formar un texto final continuo. | Combinado por editores que alteraron lo menos posible los textos disponibles para ellos. | Crítica de la fuente    | Explica tanto la unidad de la Torá (debido a la unidad de los documentos constituyentes) como su diversidad (debido a los desacuerdos/repeticiones entre ellos). Dificultad para distinguir J de E fuera de Génesis. La mayor debilidad es el papel de los redactores (editores), que parecen funcionar como un deus ex machina para explicar las dificultades. |
| Suplementaria | Producido por la adición sucesiva de capas de material complementario a un texto central o grupo de textos.            | Los editores también son autores, creando narraciones e interpretaciones originales.     | Crítica de la redacción | Da cuenta de la consistencia estructural del Pentateuco mejor que el enfoque fragmentario: el núcleo central explica su unidad de tema y estructura; los fragmentos incrustados, su diversidad de lenguaje y estilo. |
| Fragmentaria  | La combinación de una gran cantidad de textos cortos.                                                                  | Los editores también crean relatos vinculantes.                                          | Crítica de las formas   | Tiene dificultades para explicar la consistencia estructural del Pentateuco, especialmente su cronología. |

### Hipótesis neodocumentaria
Una hipótesis neodocumentaria revisada todavía tiene seguidores, especialmente en América del Norte e Israel. Esta distingue las fuentes por medio de la trama y la continuidad en lugar de las preocupaciones estilísticas y lingüísticas, y no las vincula a etapas en la evolución de la historia religiosa de Israel. Su resurrección de una fuente E es probablemente el elemento más criticado por otros eruditos, ya que rara vez se distingue de la fuente J clásica, y los eruditos europeos la han rechazado en gran medida como fragmentaria o inexistente.

### Hipótesis suplementaria
| *   | Documento independiente, c. 620 a. C.         |
| **  | Respuesta a D, c. 540 a. C.                   |
| *** | En gran parte, un redactor de J, c. 400 a. C. |

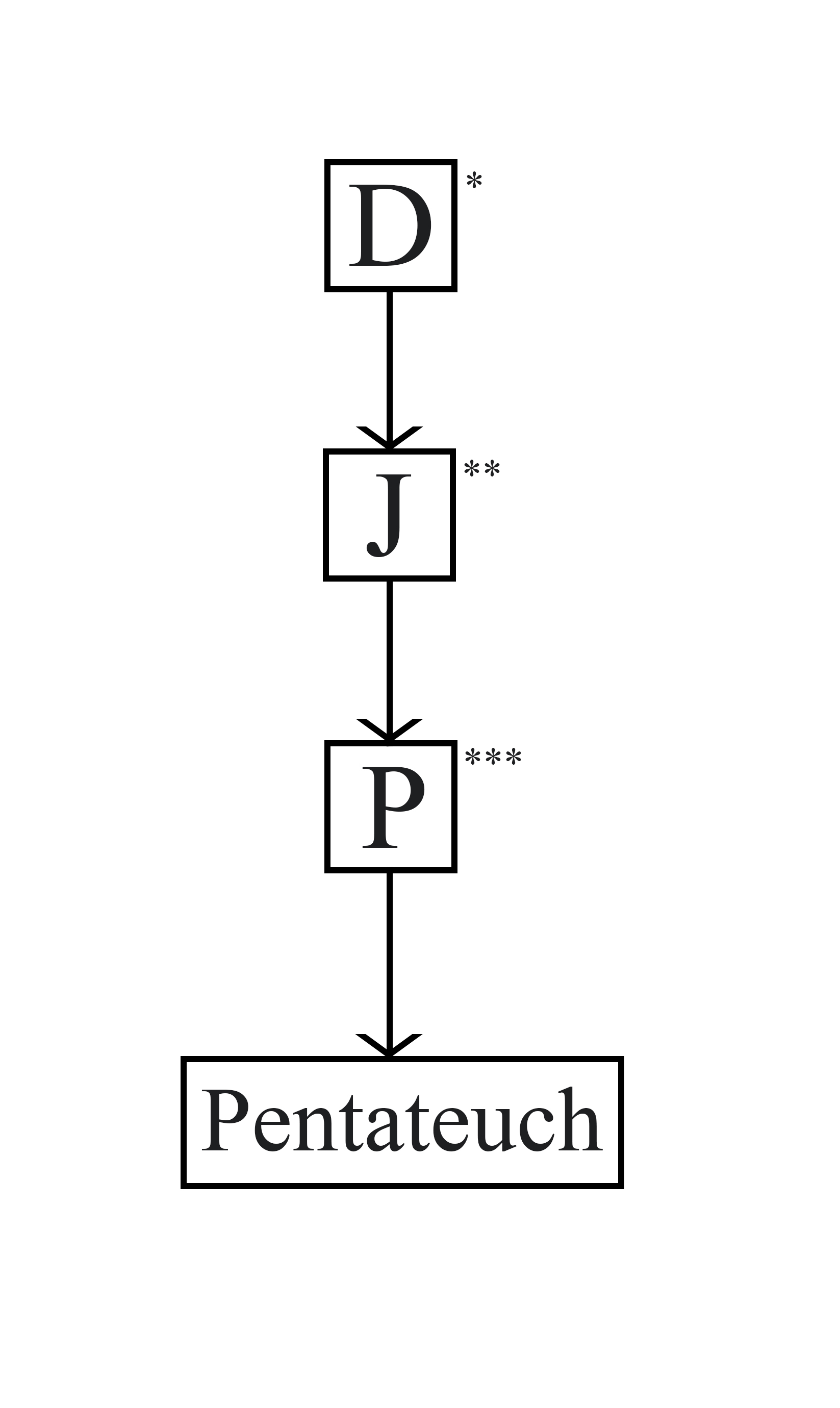

La hipótesis complementaria moderna llegó a un punto crítico en la década de 1970 con la publicación de obras de John Van Seters y Hans Heinrich Schmid. El resumen de la hipótesis de Van Seters acepta «tres fuentes o estratos literarios dentro del Pentateuco», que se conocen como Deuteronómica (D), Yahvista (J) y Sacerdotal (P). Van Seters ordenó las fuentes cronológicamente como DJP.
- La fuente Deuteronómica (D) probablemente fue escrita c. 620 a. C.
- La fuente Yahvista (J) probablemente fue escrita c. 540 a. C., en el período del exilio.
- La fuente Sacerdotal (P) probablemente fue escrita c. 400 a. C., en el período post-exilio.

La hipótesis suplementaria niega la existencia de una extensa fuente elohísta (E), una de las cuatro fuentes independientes descritas en la hipótesis documentaria. En cambio, describe a los yahvistas tomando una serie de tradiciones escritas y orales, combinándolas en la fuente J. Propone que debido a que J se compila de muchas tradiciones e historias anteriores, los documentalistas confundieron la compilación con múltiples autores: el yahvista (J) y el elohísta (E). En cambio, la hipótesis suplementaria propone que lo que los documentalistas consideraron J y E son de hecho una sola fuente (algunos usan J, otros usan JE), probablemente escrita en el siglo VI a. C.
Notablemente, en contraste con la hipótesis documental tradicional, la hipótesis complementaria propone que el redactor deuteronómico (D) fue el primer autor del Pentateuco, escrito a fines del siglo VII a. C.

### Hipótesis fragmentaria
El enfoque fragmentario o de composición en bloque considera la Torá como una compilación de una gran cantidad de narraciones breves, originalmente independientes. Desde este punto de vista, categorías amplias como las fuentes Yahvista, Sacerdotal y Deuteronómica son insuficientes para dar cuenta de la diversidad que se encuentra en la Torá, y son rechazadas. En lugar de la crítica de la fuente, el método de crítica de la forma se utiliza para rastrear el origen de las diversas tradiciones encontradas en el Pentateuco. Los fragmentarios difieren, sin embargo, en cómo creen que estas tradiciones se transmitieron con el tiempo. Eruditos de mediados del siglo XX como Gerhard von Rad y Martin Noth argumentaron que la transmisión de las narrativas del Pentateuco se produjo principalmente a través de la tradición oral. El trabajo más reciente en la escuela fragmentaria, como el de Rolf Rendtorff y especialmente Erhardt Blum, ha reemplazado el modelo de transmisión oral con uno de composición literaria.